# 阿爾庫維耶雷山脈

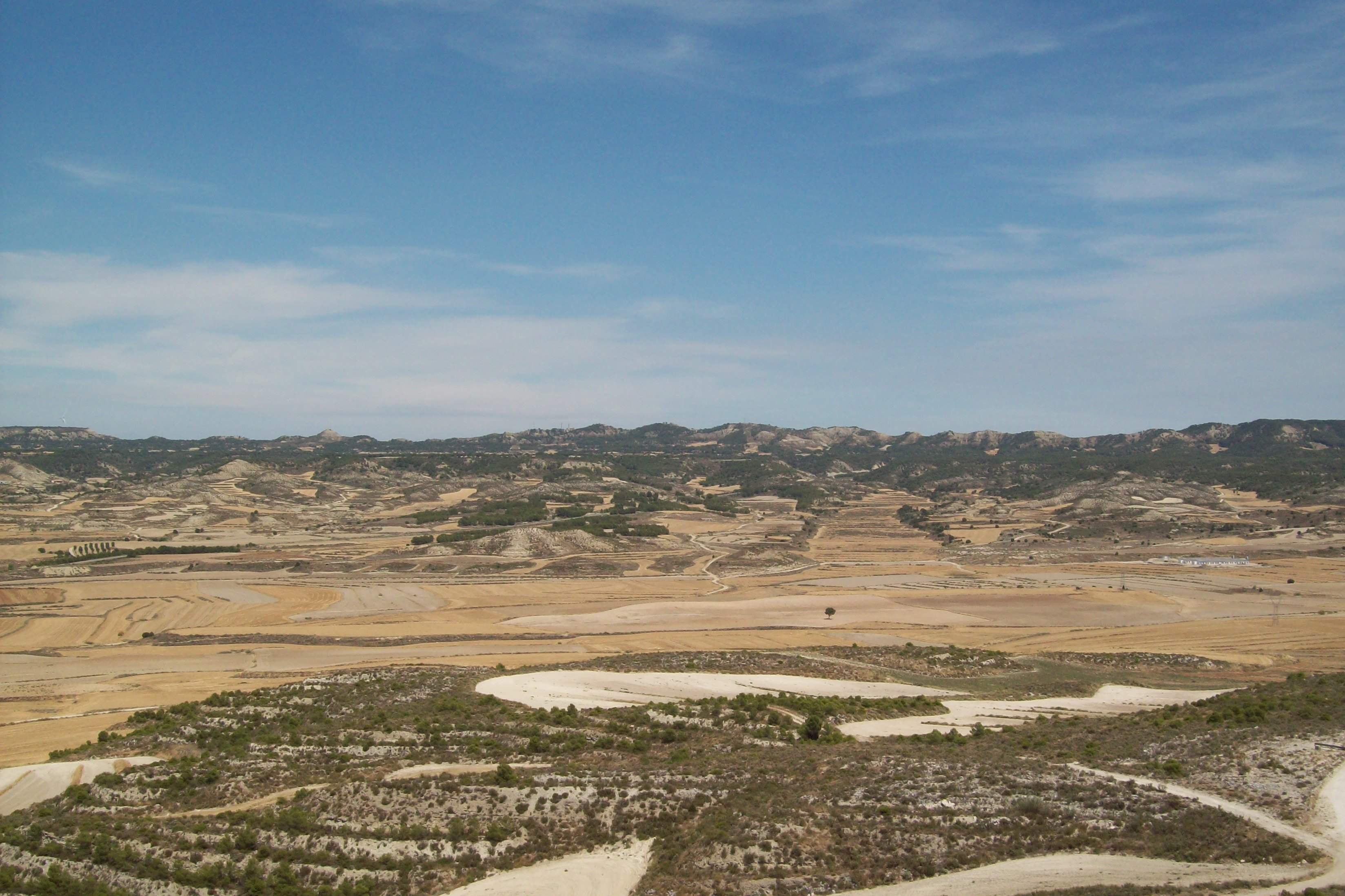

41°44′N 0°29′W / 41.733°N 0.483°W
阿爾庫維耶雷山脈（西班牙語：Sierra de Alcubierre），是西班牙的山脈，位於該國東北部阿拉貢自治區，處於薩拉戈薩省和韋斯卡省之間，最高點海拔高度822米，以城鎮阿爾庫維耶雷命名。